# Weinek (cràter)
Weinek és un petit cràter d'impacte que es troba a la part sud-est de la Lluna, a sud de la Mare Nectaris. A prop d'un diàmetre a l'est-nord-est apareix el prominent cràter Piccolomini, i a sud-est apareix Neander.

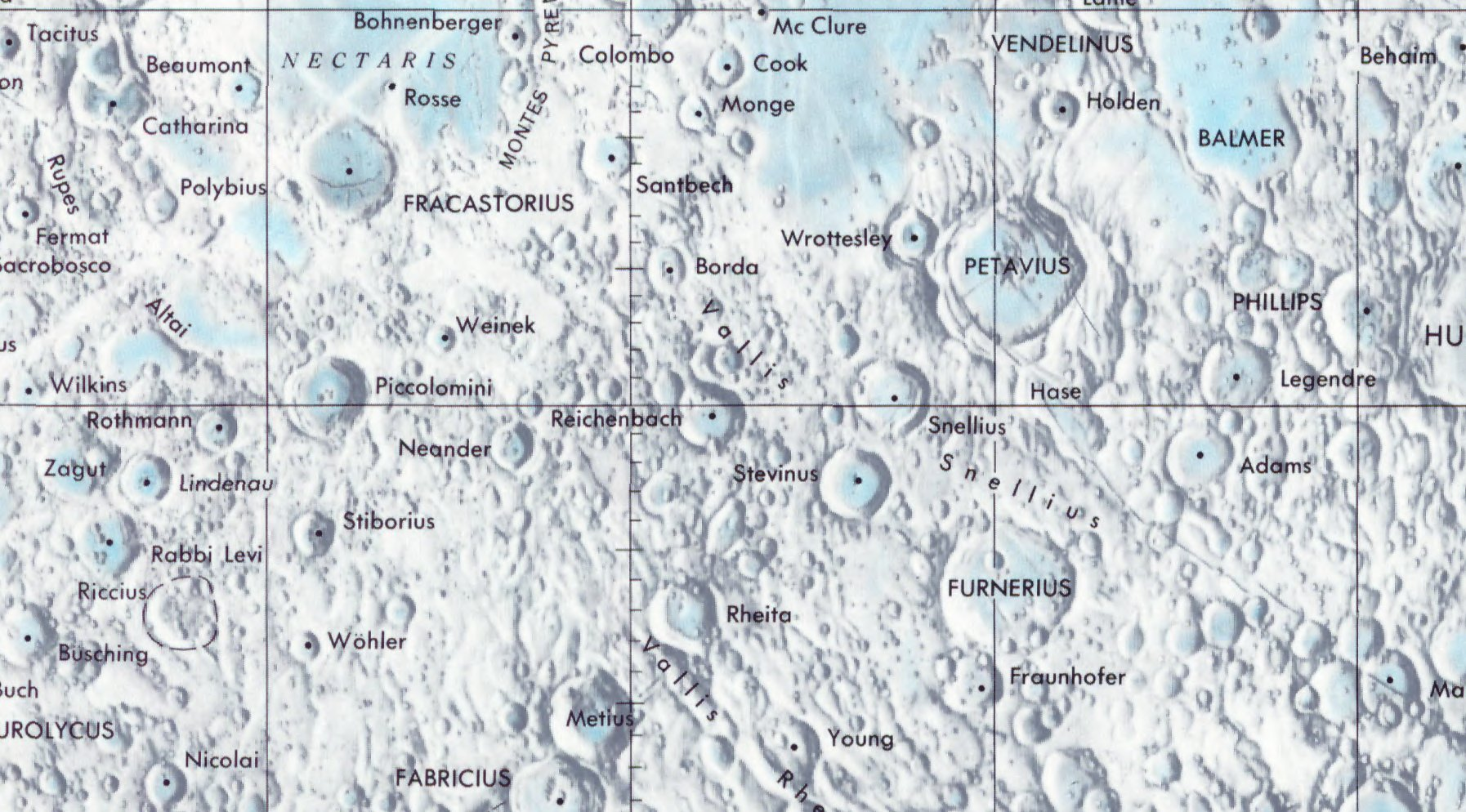
Localització de Weinek (centre de la imatge)
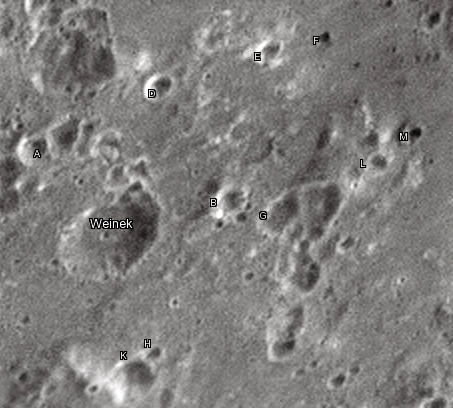
Cràters satèl·lit
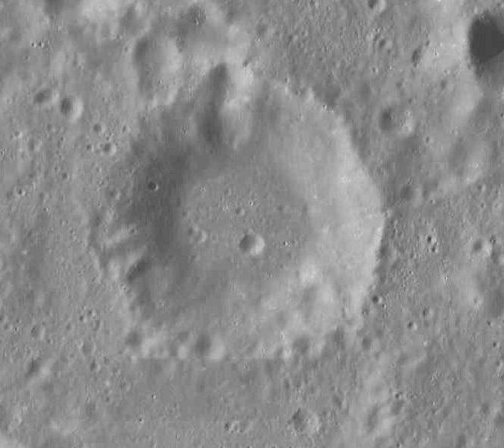
Fotografia de la missió LRO

La vora exterior d'aquesta formació ha patit algun desgast, però la seva forma circular general segueix sent distingible. Un grup triple de petits cràters es troba travessant la vora nord i la paret interior, amb una altra sèrie de petits cràters a la vora sud. Les parets interiors són generalment uniformes i baixen directament cap al sòl interior, amb l'excepció d'alguna irregularitat a sud-sud-est. El sòl interior està marcat tan sols per un petit cràter a sud-est del punt mig.

## Cràters satèl·lit
Per convenció aquests elements són identificats en els mapes lunars posant la lletra en el costat del punt central del cràter que està més proper a Weinek.
| Weinek | Coordenades                          | Diàmetre |
| ------ | ------------------------------------ | -------- |
| A      | 26° 54′ S, 35° 30′ E / 26.9°S,35.5°E | 10 km    |
| B      | 26° 54′ S, 38° 12′ E / 26.9°S,38.2°E | 11 km    |
| D      | 26° 00′ S, 36° 36′ E / 26.0°S,36.6°E | 9 km     |
| E      | 25° 18′ S, 37° 30′ E / 25.3°S,37.5°E | 9 km     |
| F      | 25° 06′ S, 38° 12′ E / 25.1°S,38.2°E | 4 km     |
| G      | 26° 54′ S, 39° 00′ E / 26.9°S,39.0°E | 15 km    |
| H      | 28° 36′ S, 38° 30′ E / 28.6°S,38.5°E | 6 km     |
| K      | 28° 54′ S, 38° 24′ E / 28.9°S,38.4°E | 17 km    |
| L      | 26° 06′ S, 39° 42′ E / 26.1°S,39.7°E | 9 km     |
| M      | 25° 48′ S, 40° 00′ E / 25.8°S,40.0°E | 6 km     |